# (32050) 2000 JA37
2000 JA37 (asteroide 32050) é um asteroide da cintura principal. Possui uma excentricidade de 0.09878700 e uma inclinação de 6.49703º.
Este asteroide foi descoberto no dia 7 de maio de 2000 por LINEAR em Socorro.